# Tammy Faye Messner
Tamara "Tammy" Faye Bakker Messner (International Falls, Minnesota, 7 de março de 1942 — Loch Lloyd, Condado de Cass, 20 de julho de 2007) foi uma cantora, escritora, empresária, tele-evangelista e celebridade de televisão norte-americana. Foi esposa do tele-evangelista Jim Bakker, com quem liderou a série de televisão religiosa The PTL Club de 1976 a 1987. Depois da falência da empresa produtora PTL Satellite Network em 1987 e diversos escândalos de dinheiro e sexo envolvendo o seu marido, pediu divórcio em 1992 e se casou em 1993 com o empresário Roe Messner.
Em 1996 foi diagnosticada com câncer colorretal e mais tarde câncer de pulmão.